# Neoripersia japonica
Neoripersia japonica är en insektsart som först beskrevs av Kuwana 1907.  Neoripersia japonica ingår i släktet Neoripersia och familjen ullsköldlöss. Inga underarter finns listade i Catalogue of Life.